# 民間事業者による信書の送達に関する法律
民間事業者による信書の送達に関する法律（みんかんじぎょうしゃによるしんしょのそうたつにかんするほうりつ、平成14年法律第99号）は、民間事業者による信書の送達の事業の許可制度を実施し、その業務の適正な運営を確保するための措置を講ずることにより、郵便法と相まって、信書の送達の役務について、あまねく公平な提供を確保しつつ、利用者の選択の機会の拡大を図り、もって公共の福祉の増進に資することに関する法律である。略称は信書便法。
総務省情報流通行政局郵政行政部信書便事業課が所管する。

## 構成
2024年（令和6年）4月1日現在
第1章 総則（第1条 - 第5条）
第2章 一般信書便事業
　第1節 事業の許可（第6条 - 第15条）
　第2節 業務（第16条 - 第25条）
　第3節 監督（第26条 - 第28条）
第3章 特定信書便事業（第29条 - 第34条）
第4章 雑則（第35条 - 第43条）
第5章 罰則（第44条 - 第52条）
附則

## 沿革
2002年（平成14年）- 制定
- 一般信書便の送達は原則として3日以内
- 特定信書便事業の
  - 第1号の長さ、幅及び厚さの合計は90cmを超えるもの
  - 第3号の料金は1,000円以下で総務省令[2]で定める額を超えるもの

であった。
2016年（平成28年）- 平成27年法律第38号による改正の施行
- 特定信書便事業の
  - 第1号の長さ、幅及び厚さの合計は73cmを超えるもの
  - 第3号の料金は800円以下で総務省令[2]で定める額を超えるもの

となった。
2021年（令和3年）- 令和2年法律第70号による改正の施行
- 一般信書便の送達は原則として4日以内となった。